# Liste der Baudenkmäler in Würzburg-Heuchelhof
In der Liste der Baudenkmäler in Heuchelhof sind die Baudenkmäler im Würzburger Stadtbezirk 09 Heuchelhof aufgelistet.
Diese Liste ist eine Teilliste der Liste der Baudenkmäler in Würzburg. Grundlage der Liste ist die Bayerische Denkmalliste, die auf Basis des bayerischen Denkmalschutzgesetzes vom 1. Oktober 1973 erstmals erstellt wurde und seither durch das Bayerische Landesamt für Denkmalpflege geführt und aktualisiert wird. Die folgenden Angaben ersetzen nicht die rechtsverbindliche Auskunft der Denkmalschutzbehörde.

In dieser Kartenansicht sind Baudenkmäler ohne Koordinaten mit einem roten bzw. orangen Marker dargestellt und können in der Karte gesetzt werden. Baudenkmäler ohne Bild sind mit einem blauen bzw. roten Marker gekennzeichnet, Baudenkmäler mit Bild mit einem grünen bzw. orangen Marker.

## Baudenkmäler
| Lage                                                                                     | Objekt                                         | Beschreibung | Akten-Nr.      | Bild                                           |
| ---------------------------------------------------------------------------------------- | ---------------------------------------------- | --- | -------------- | ---------------------------------------------- |
| Berner Straße 31 (Standort)                                                              | Heuchelhof, Bauernhaus                         | Eingeschossiger Satteldachbau mit Drempel über Kellersockel, unverputzter Kalkbruchstein mit Sandsteinrahmungen, gotisierendes Vierpassfenster in der Giebelspitze, um 1865 | D-6-63-000-733 | Heuchelhof, Bauernhaus                         |
| Moskauer Ring 55 (Standort)                                                              | Zwickerleinshof, Wohnhaus                      | Eingeschossiger Halbwalmdachbau mit Fachwerkgiebel, Putzmauerwerk mit Kalksteinrahmungen, zweite Hälfte 18. Jahrhundert Inschriftentafel, Kalkstein, bezeichnet mit „1783“  | D-6-63-000-753 | Zwickerleinshof, Wohnhaus                      |
| Schafbrunnenäcker (Standort)                                                             | Schafbrunnen                                   | Brunnenstube, überwölbte Quellfassung mit Viehtränke, Kalkstein, bezeichnet mit „1835“                                                                                      | D-6-63-000-521 | weitere Bilder                                 |
| Unterer Kaulweg (östlich des Weges auf der Anhöhe, ca. 200 m südlich der A 3) (Standort) | Katzenbergkreuz, Flurkreuz im Lothringer Typus | Sockel mit Inschrift und Doppelkreuz mit kleinen Nischen, bezeichnet mit „1760“                                                                                             | D-6-63-000-252 | Katzenbergkreuz, Flurkreuz im Lothringer Typus |